# Trnjine
Trnjine (cyr. Трњине) – wieś w Czarnogórze, w gminie Cetynia. W 2011 roku liczyła 23 mieszkańców.